# Xaver Hohenleiter

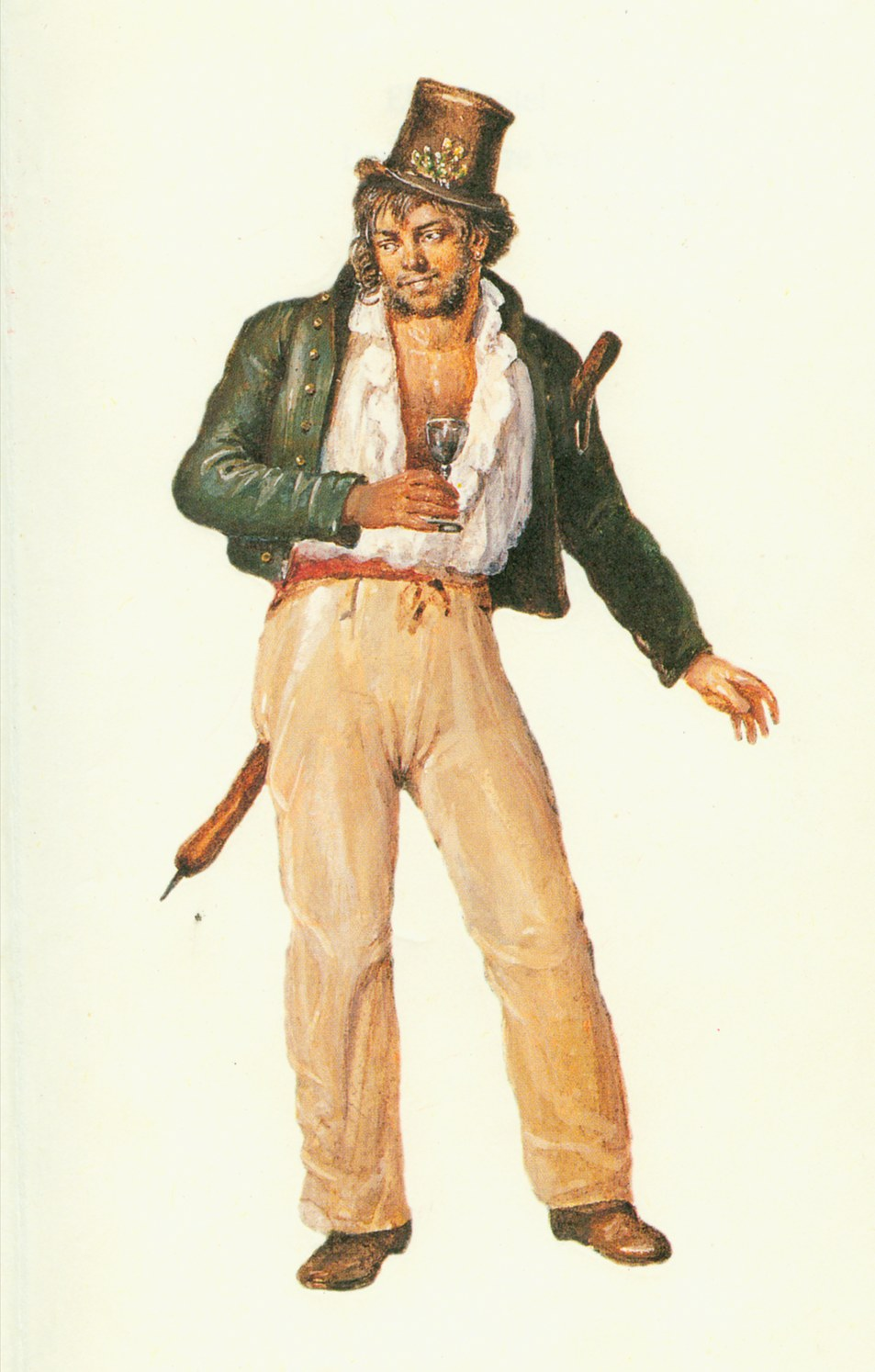
Xaver Hohenleiter, der „schwarze Veri“ (Lithografie nach einer Vorlage von Johann Baptist Pflug)

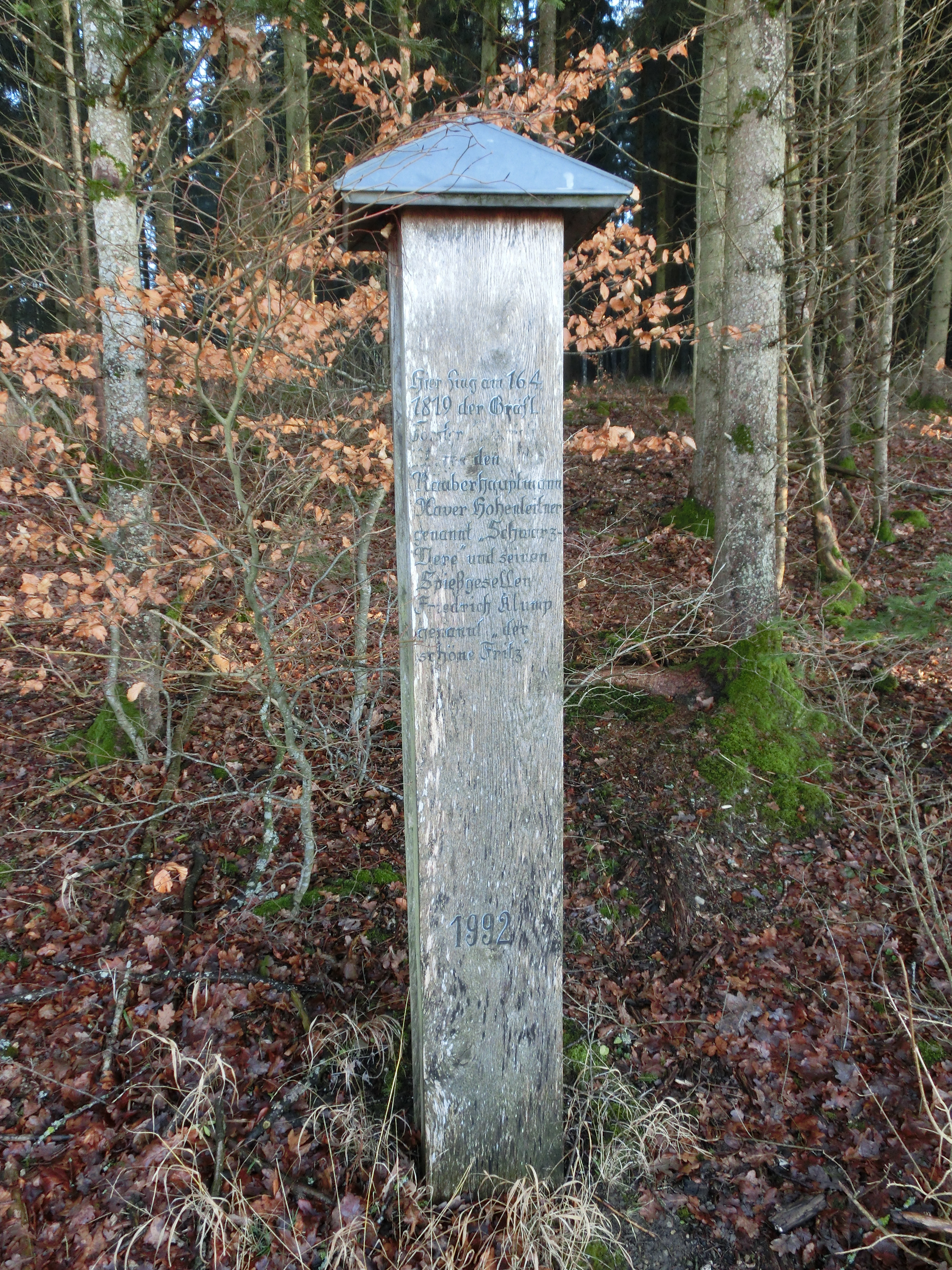
Stele zur Erinnerung an die Gefangennahme Hohenleiters bei Laubbach

Franz Xaver Hohenleiter, genannt Der Schwarze Veri, Schwarzen-Veere, Schwarzer Vere, Schwarze Vere oder schwäbisch De Schwaaz Vere, Schwarz Vere oder Vere, (* 1788 in Rommelsried im heutigen schwäbischen Landkreis Augsburg; † 20. Juli 1819 in Biberach an der Riß) war ein deutscher Räuber.

## Leben
Hohenleiter war Anführer einer Räuberbande im Gebiet des heutigen Dreiländerecks von Österreich, der Schweiz und Deutschland (Bayern, Baden, Hohenzollern-Sigmaringen und Württemberg).
Hohenleiter wurde zusammen mit dem Schönen Fritz am 16. April 1819 in der Nähe der Laubbacher Mühle, am Rande des Pfrunger Rieds, von einem Förster des Grafen zu Königsegg-Aulendorf gefangen genommen. Eine Stele (Foto) erinnert an dieses Ereignis.
Reichsgraf Franz Ludwig Schenk von Castell, genannt Malefizschenk, hatte im Gegensatz zur oftmals gegenteiligen Darstellung nichts mit der Gefangennahme des Xaver Hohenleiter und seiner Bande zu tun. „In die Lebens- und Wirkungszeit des ‚Malefizschenken‘ nämlich fällt der eklatante Umbau des Rechtssystems von den ‚peinlichen‘ Verhörmethoden und der brutalen Abschreckung durch Körperstrafen zu einer Humanisierung der Rechtspraxis und des Strafvollzugs, von der die oberschwäbischen Banden des 19. Jahrhunderts bei ihren Verhören und ihrer Verurteilung profitierten. Im übrigen sind sich der ‚Malefizschenk‘ und die oberschwäbischen Banden niemals begegnet.“
Hohenleiter starb am 20. Juli 1819 in Biberach im Ehinger Tor, auch Siechentor oder Sünderturm genannt, als ein Blitz in den Turm einschlug und durch die Ketten weitergeleitet wurde. Im dazu angefertigten Protokoll des Biberacher Oberamtsrichters heißt es dazu: „Allen Anzeichen nach hatte der Blitz die Wetterfahne zuerst berührt, den Dachstuhl zertrümmert, das Kamin ergriffen und umgestürzt. Durch dieses fuhr er in dem ganzen Turm herunter, jedoch ohne das Gebäude zu entzünden. […] In dem zweiten Stock verlor sich seine Spur. Es ist aber wahrscheinlich, dass der Blitz nun von dem Kamin abgesprungen, an der durch die Wand laufenden Kette, mit welcher Inquisit Xaver Hohenleiter aus Rommelsried gefesselt war, in das Gefängnis gedrungen und hier denselben erschlagen hat.“

## Räuberbande

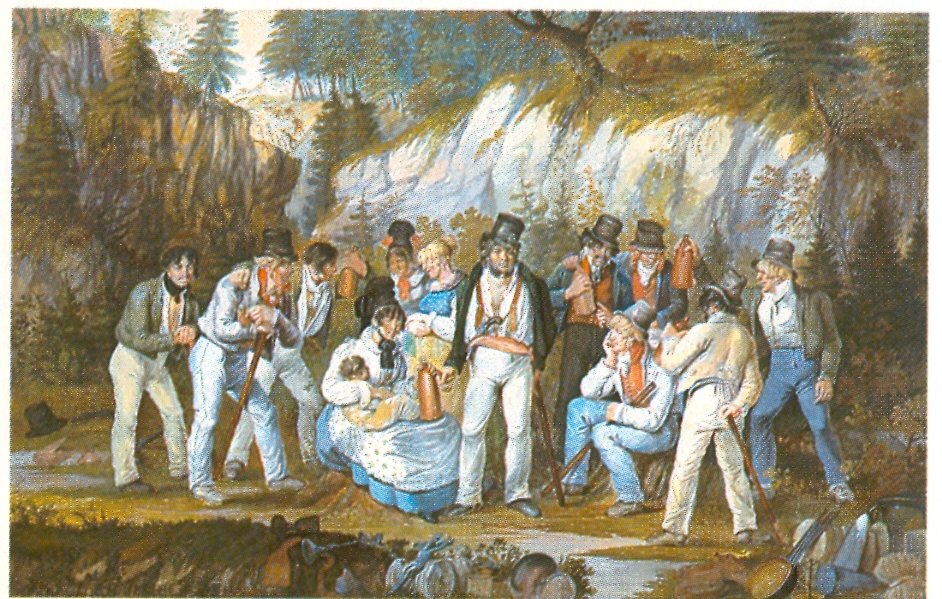
Johann Baptist Pflug: Die Räuberbande des Schwarzen Veri

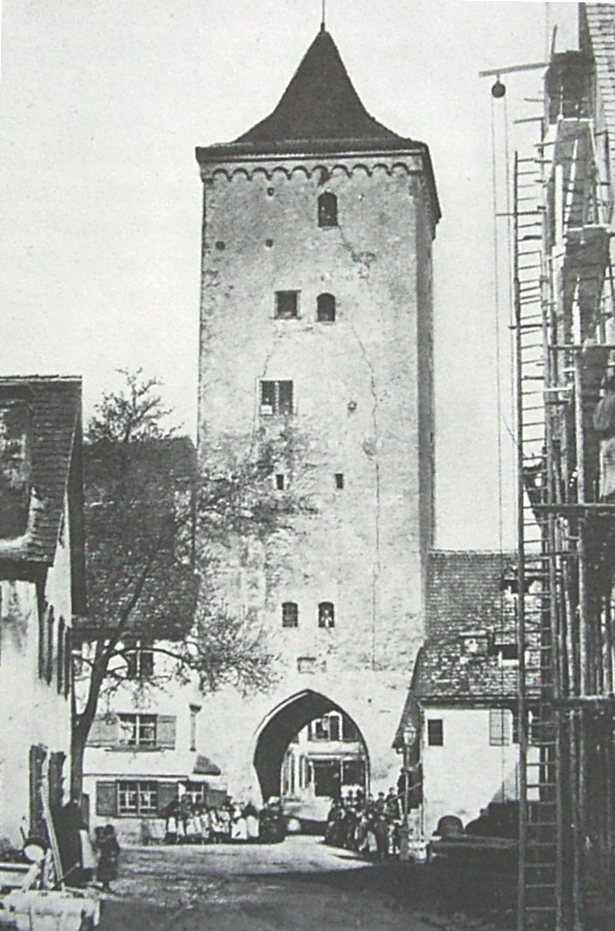
„Ehinger Tor“ in Biberach, das Gefängnis, in dem Hohenleiter starb (im 19. Jahrhundert abgebrochen)

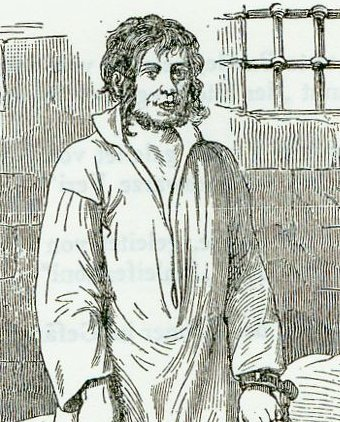
Xaver Hohenleiter als Gefangener in Ketten (Holzschnitt von Johann Baptist Pflug)

Zur Räuberbande um Xaver Hohenleiter gehörten neben ihm und seiner Partnerin Josepha Tochtermann noch folgende Personen:
- sein Bruder Ulrich Hohenleiter mit Agathe Gebhard
- Friedrich Klump mit Theresia Jepler
- Fidelis Sohm mit Crescentia Tochtermann
- Joseph Anton Jung mit Crescentia Gebhard
- Sebastian Kellermann mit Agnes Gebhard
- Katharina Gebhard
- und einige Zeit Christian Maucher

Einen festen Anführer kannte die Bande nicht. Xaver Hohenleiter wurde jedoch aufgrund seiner körperlichen Überlegenheit und seiner Erfahrung in der Gruppe besonders geachtet.
Die Bande hielt sich unter anderem in den Wäldern von Spöck bei Ostrach, dem Pfrunger Ried, um Altshausen sowie im Altdorfer Forst auf.
Das Vorgehen der Bande war von einem geringen Grad an Professionalität geprägt. Meist handelte es sich bei ihren Taten um nächtliche Einbrüche in abgelegene Bauernhäuser. Die Beute bestand in den meisten Fällen aus Lebensmitteln und Gegenständen des täglichen Gebrauchs, was ein Licht auf die prekäre Lage der Räuber wirft. So vermerkt die Chronik etwa einen Einbruch bei Lorenz Keeser in Illwangen. Die Beute: 15 Pfund Käse, Brot, Branntwein, ein Tischtuch und ein paar Stiefel. Ein Einbruch in Waldbeuren brachte der Bande Kleider im Wert von zehn Gulden. Von der Bande des Schwarzen Veri ist daneben ein Raubüberfall bekannt, bei dem die Räuber die allein zu Hause weilende Witwe Schmid auf dem Hof Argenhardt im damaligen Oberamt Tettnang überfielen. Bei diesem schwersten Vergehen der Bande sollte die Frau mit Morddrohungen und Schlägen zur Herausgabe von Bargeld gezwungen werden, was allerdings misslang. Auch in diesem Fall bestand die gemachte Beute lediglich aus Branntwein, Kleidungsstücken und anderen Textilien.
Bemerkenswert ist, dass die Bande um den Schwarzen Veri eine so starke Aufmerksamkeit bis heute erfahren hat, obwohl die Gruppe nur wenige Wochen im März und April des Jahres 1819 vereint war.

## Wirkung
Die Geschichten um den Schwarzen Veri wirken in Oberschwaben bis heute nach. So verewigte Gustav Schwab, bekannter schwäbischer Poet, Veris Tod in dem Gedicht „Anklopft das Wetter unter Sturm, zu Biberach am Sünderturm“. Darin wird Xaver Hohenleiter als Mörder bezeichnet, was dieser nachweislich nicht war. Die Schwobarock-Band Grachmusikoff widmete dem Veri ein Lied.
Zudem nannte sich die 1970 gegründete Narrenzunft Ravensburger Schwarze Veri Zunft nach dem Räuber. Sie ist heute eine der größten Narrenzünfte in Oberschwaben.
Der Narrenverein Königseggwald hat ebenfalls eine Räuberbande um den Schwarz Vere und Zenza. Die Geschichte brachte zu Tage, dass er in dem Oberschwäbischen Dorf Königseggwald von dem Förster, die ihn festnahmen, an die Staatsgewalt abgegeben wurde. Er saß dort in Haft, bis er nach Biberach verbracht wurde.
Des Weiteren gibt es ein Lied der in Oberschwaben bekannten Musikgruppe „Gsälzbär“, in dem das Leben des Schwarzen Veris besungen wird. Außerdem widmete Grachmusikoff auf der 1994 erschienenen CD „Quasi lebt“ ein Lied dem Schwaaz Vere.
Auf der Freilichtbühne des Naturtheaters Hayingen wurde im Jahre 2008 das Stück „Der Schwarze Vere“ aufgeführt.
Die Puppenbühne Ostrach hat das Stück „Die Legende vom Räuber Schwarzer Veri“ ebenfalls im Programm.
Die Gemeinde Ostrach zeigte im Jahr 2018 in fünf ausverkauften Aufführungen als großes Freilichtspiel „Wenn der Schwarze Vere kommt…“. Gespielt wurde eine humorvolle Räuber- und Liebesgeschichte aus dem Ostrachtal. Der „Schwarze Vere“ Xaver Hohenleiter lebte mit seiner Bande von 1817 bis zu seiner Festnahme am 16. April 1819 in der Umgebung von Ostrach im „Dreiländereck“ der souveränen Herrschaften Hohenzollern-Sigmaringen, Württemberg und Baden.
Auch die Theatergruppe Riedhausen führte im Jahr 2019 ein mehrtägiges Freilichtschauspiel zum Thema Schwarz Vere auf. Anschließend wurde im Ortskern ein Räuberzinkenbaum errichtet, der dauerhaft die Geheimzeichen der Räuber veranschaulicht.
Die zwischen Pfullendorf und Aulendorf verkehrende „Räuberbahn“ hat ihren Namen von den Geschichten des Schwarzen Vere, die sich in dieser Gegend abspielten.
Seit 2024 erinnert im Museum Biberach die 3D-Plastik „Schwarzer Veri“ des Künstlers Hartmut Hahn an den Räuberhauptmann. Das Werk nimmt auch allgemein Bezug zu den Außenseitern der Gesellschaft.